# Barbara Crossette
Barbara Crossette (* 12 de julho 1939 em Filadélfia) é jornalista norte-americana.
Crossette é chefe do escritório do New York Times na ONU. Foi correspondente no Sudeste e no Sul da Ásia.

## Publicações
- "Cultura, gênero e direitos humanos", In: A cultura importa. Organização Lawrence E. Harrison e Samuel P. Huntington; tradução Berilo Vargas. Imprenta Rio de Janeiro: Record, 2002.
- India Facing the Twenty-First Century
- So Close to Heaven: The Vanishing Buddhist Kingdoms of the Himalayas
- The Great Hill Stations of Asia